# 293
Початок тетрархії у Римській імперії. У Китаї править династія Західна Цзінь, в Японії триває період Ямато. У Персії править династія Сассанідів.
На території лісостепової України Черняхівська культура. У Північному Причорномор'ї готи й сармати.

## Події
- 1 березня — через постійні прикордонні війни в Римській імперії введено тетрархію — правління чотирьох імператорів. Діоклетіан став правителем східної частини Римської імперії, а співправителем-цезарем зробив Галерія. У західній частині правив Максиміан та цезар Констанцій I Хлор.
- Столицями чотирьох частин імперії стали Нікомедія, Медіолан, Августа Треворум і Сірмій.
- У Римській Британії вбито узурпатора Караузія, владу захопив Аллект.
- Почалося будівництво палацу Діоклетіана.

## Померли
- Караузій, узурпатор.
- Руфін (візантійський єпископ)